# Whitcott Keysett
Whitcott Keysett – wieś w Anglii, w hrabstwie Shropshire. Leży 37 km na południowy zachód od miasta Shrewsbury i 227 km na północny zachód od Londynu.